# Idmidronea biporata
Idmidronea biporata är en mossdjursart som beskrevs av Brood 1976. Idmidronea biporata ingår i släktet Idmidronea och familjen Tubuliporidae. Inga underarter finns listade i Catalogue of Life.